# 柳川るい
柳川 るい（やながわ　るい、1998年（平成10年）2月8日 - ）は、日本の俳優。埼玉県出身。旧芸名：類（るい、2020年）AtoMエンターテイメント所属。

## 出演

### テレビドラマ
- 魔進戦隊キラメイジャー 第1話・20話・42話（2020年3月8日・8月23日・2021年2月7日、テレビ朝日） - 獅子鷹宮健太 役

### 映画
- Starting Over（2023年12月15日） - 小菅陽二 役[1]

### オリジナルビデオ
- 仮面ライダー555 20th パラダイス・リゲインド（2024年） - ヒサオ / モスキートオルフェノク / 仮面ライダーデルタ 役[2]

### Webドラマ
- 仮面ライダー555殺人事件（2024年1月28日 - 、東映特撮ファンクラブ） - ヒサオ 役[3]

### 舞台
- 一瞬の風になれ（2021年10月） - 神谷健一 役